# پونسیون دی وسپرو
پونسیون دی وسپرو (به لاتین: Poncione di Vespero) یک کوه در سوئیس است که در کانتون تیچینو واقع شده‌است. پونسیون دی وسپرو ۲٬۷۱۷ متر بالاتر از سطح دریا واقع شده‌است.